# Pachyiulus semiflavus
Pachyiulus semiflavus är en mångfotingart som beskrevs av Carl Ludwig Koch. Pachyiulus semiflavus ingår i släktet Pachyiulus och familjen kejsardubbelfotingar. Inga underarter finns listade i Catalogue of Life.